# Astronomija u 1705.
◄◄ | ◄ | 1702. | 1703. | 1704. | 1705.  | 1706. | 1707. | 1708. | ► | ►►
Arhitektura • Astronomija • Biologija • Glazba • Kazalište • Kemija • Kiparstvo • Knjige • Književnost • Kršćanstvo • Medicina • Politika • Pravo • Promet • Slikarstvo • Znanost
Astronomija u 1705.

## Svijet

### Otkrića
- Edmond Halley prvi put otkrio periodičnost Halleyjeva kometa.[1]

## Vanjske poveznice
|  | Zajednički poslužitelj ima još gradiva o temi Astronomija u 1705. |